# Le Rustique
 (juillet 2025).
Le Rustique est la marque commerciale d'une série de fromages industriels pasteurisés de la Compagnie des fromages & RichesMonts, filiale du groupe Savencia Fromage & Dairy.
La marque porte le numéro INPI 4267980
La marque emploie un emballage en bois et un papier imprimé copiant le motif du tissu vichy rouge qui aurait été ajouté par hasard lorsqu’un courtier en papier, avec un surplus de nappes en papier de ce motif, aurait suggéré d’y placer le fromage.

## Déclinaison de la marque
- Le Rustique Camembert, créée en 1975[4]
- Le Rustique au Lait Demi-écrémé, créée en 1986[4]
- Le Rustique Coulommiers, créée en 1987[4]
- Le Rustique Petit Camembert (150g), créée en 2008[4]
- Le Rustique Petit Munster, créée en 2010[4]
- Le Rustique Brie de Caractère[4]
- Le Rustique Camembert en Portions
- Le Rustique à la Truffe
- Le Rustique Tomme Fruitée (280g)